# Randidrilus quadrithecatus
Randidrilus quadrithecatus is een ringworm uit de familie van de Enchytraeidae. De wetenschappelijke naam van de soort is voor het eerst geldig gepubliceerd in 1985 door Coates & Erséus.